# 満ちてゆく
「満ちてゆく」（みちてゆく、英語: Michi Teyu Ku (Overflowing)）は、日本のシンガーソングライター・藤井風の楽曲。2024年3月15日にHEHN RECORDS / ユニバーサルミュージックより配信限定でリリースされた。

## 概要
2024年1月15日、新曲「満ちてゆく」が、3月22日に公開された映画『四月になれば彼女は』主題歌に決定したことが発表された。本楽曲は、自身初となる劇映画での主題歌となった。映画の監督は「青春病」ミュージックビデオの監督も務めた山田智和が務めている。
3月11日、映画の公開に先駆け、本楽曲が3月15日に12th配信シングルとしてリリースされることが発表された。また同日、ロサンゼルス・ニューヨークを巡るアメリカツアー「Fujii Kaze and the piano U.S. Tour」開催と8月に神奈川・日産スタジアムでのコンサート開催が発表された。

本楽曲の書き下ろしにあたって、藤井は以下のようにコメントしている。
愛の不在を描いたラブストーリーに曲を添えるというお話をいただき、これを機に人生で初めてラブソングというものを書いてみようと意気込んでいました。
しかし出来上がったものはこれまでずっと表現していたものの延長線上にありました。
始まりがあるものには終わりがあるということ。愛は求めるものではなく、すでにたくさん持っているもの。

与えれば与えるほど、「満ちてゆく」もの。
2024年12月31日に放送されたNHK総合『第75回NHK紅白歌合戦』において、本楽曲を歌唱した。ニューヨークからの生中継で、山田健人が監督を務めるショートムービー仕立ての演出で披露された。
2025年5月22日、ロームシアター京都にて開催された「MUSIC AWARDS JAPAN 2025」にて、本楽曲をピアノ弾き語りで披露。藤井は、パフォーマンスに関して「シンプル・イズ・ザ・ベスト」と語った。同日には、パフォーマンスの映像がYouTubeにて公開された。
2025年9月5日にリリース予定の3rdアルバム『Prema』初回盤に付属する、前作『LOVE ALL SERVE ALL』以降にリリースされた楽曲を収めた特典ディスク『Pre: Prema』に、本楽曲が収録され、フィジカルリリースされる。

## 音楽性
J-POPのスタンダードとは一線を画すコード進行の一方、ボーカルのメロディや歌詞はシンプルなものとなっている。また、2番以降は打ち込み中心のR&Bテイストである。クライマックスでは主に低音楽器や打楽器が使われ、楽曲の終盤では、コーラスが重なり、ゴスペル的な祝福感が生まれ、賛美歌としてのニュアンスが強調される。
映画がラブストーリーのため、当初は「人生で初めてラブソングを書こう」と意気込んでいたが、実際出来上がったのは、これまで表現してきたものの延長線上にある曲であった、と藤井は述べている。映画の原作者・川村元気は「藤井が人の生死を歌えば、それは恋愛の歌になるかもしれない」と想定した上で、藤井にオファーしていたという。

## ミュージックビデオ
2024年3月15日、ミュージックビデオが公式YouTubeチャンネルにて公開された。ミュージックビデオの監督は、映画の監督も務めた山田智和が務めている。ミュージックビデオは、1本のショートムービーのように、全編ドラマパートで構成されており、藤井が老人と青年を演じ、ドラマチックな物語を描いている。

## 評価
2025年1月19日に放送された音楽番組『EIGHT-JAM』（テレビ朝日系）内の「プロが選ぶ年間マイベスト10曲」において、蔦谷好位置・川谷絵音が本楽曲を1位に選出。複数の選者が同一の曲を1位に選出するのは、番組史上初であった。
川谷は「僕は何回、彼に救われればいいのだろう。考えすぎず力を抜いていいというメッセージが伝わってくるようで、何回聞いても泣けてくる」、蔦谷は「藤井風は一切力まない。ずっと自然体。そんな彼の真髄に触れられるような曲。こんなに美しい曲はない」と評した。

## テレビ披露
| 日付           | 番組名                   | 放送局  |
| -------------- | ------------------------ | ------- |
| 2024年3月16日  | tiny desk concerts JAPAN | NHK総合 |
| 2024年12月31日 | 第75回NHK紅白歌合戦      | NHK総合 |
| 2025年5月22日  | MUSIC AWARDS JAPAN 2025  | NHK総合 |